# Jean Desclaux
Pour les articles homonymes, voir Desclaux.
Pas d'image ? Cliquez ici

a Compétitions nationales et continentales officielles uniquement.

Jean Desclaux, né le 25 juin 1922 à Dax et mort le 23 mars 2006 dans la même ville, est un joueur français de rugby à XV évoluant au poste de troisième ligne aile, avant de se reconvertir en tant qu'entraîneur.
Après avoir évolué en club au sein du club de l'US Dax, il prend en charge ce dernier en tant qu'entraîneur, avant de devenir le sélectionneur de l'équipe de France.

## Biographie
Jean Desclaux naît le 25 juin 1922 à Dax.
En club, il évolue sous le maillot de l'Union sportive dacquoise au poste de troisième ligne aile. Il ne porte jamais le maillot de l'équipe de France en test match officiel, étant sélectionné à huit reprises en tant que remplaçant mais sans disputer un seul match ; il joue néanmoins un match avec la réserve de l'équipe de France, titularisé contre la Nouvelle-Zélande.
Après sa retraite en tant que joueur, il prend en charge l'équipe première de l'US Dax en tant qu'entraîneur, succédant à Roger Ducournau en 1958. À la tête du club dacquois, il remporte le challenge Yves du Manoir à trois reprises, tandis qu'il atteint la finale du championnat de France quatre fois, s'inclinant à chacune d'entre elles,.
Il prend ensuite la direction de l'équipe de France en 1973. Avec cette dernière, il remporte le Tournoi des Cinq Nations en 1977 avec le Grand Chelem. Deux ans plus tard, lors de la tournée en Nouvelle-Zélande, il s'impose le 14 juillet 1979 face aux All Blacks à Auckland, soit la première victoire de l'histoire des Tricolores chez ces derniers.
Il est maraîcher de père en fils, mais aussi reconverti concessionnaire automobile à Dax après sa carrière d'entraîneur.
Il meurt le 23 mars 2006 dans sa ville natale.

## Palmarès

### En tant qu'entraîneur

#### En club
- Championnat de France :
  - Finaliste : 1961, 1963, 1966 et 1973.
- Challenge Yves du Manoir :
  - Vainqueur : 1959, 1969 et 1971.
  - Finaliste : 1968.

#### En équipe nationale
- Tournoi des Cinq Nations :
  - Vainqueur : 1977 avec le Grand Chelem